# 시라키정
시라키정(白木町)은 히로시마현 다카타군의 옛 정이다. 1974년 3월 31일 히로시마시에 편입합병되고 폐지되었다.